# Asheboro
Asheboro is een plaats (city) in de Amerikaanse staat North Carolina, en valt bestuurlijk gezien onder Randolph County.

## Demografie
Bij de volkstelling in 2000 werd het aantal inwoners vastgesteld op 21.672.
In 2006 is het aantal inwoners door het United States Census Bureau geschat op 24.130, een stijging van 2458 (11,3%).

## Geografie
Volgens het United States Census Bureau beslaat de plaats een oppervlakte van
39,9 km², waarvan 39,7 km² land en 0,2 km² water. Asheboro ligt op ongeveer 237 m boven zeeniveau.

## Plaatsen in de nabije omgeving
De onderstaande figuur toont nabijgelegen plaatsen in een straal van 28 km rond Asheboro.